# Чавдар Ценков
Чавдар Ценков е български футболист, дефанзивен полузащитник. Играл е за Бдин, Миньор (Перник), Светкавица и Монтана.

## Статистика по сезони
- Бдин – 2000/ес. - Б група, 6 мача/0 гола
- Миньор (Пк) – 2002/пр. - Б група, 8/0
- Светкавица – 2002/03 – Б група, 17/1
- Бдин – 2003/04 – В група, 23/3
- Бдин – 2004/05 – В група, 27/4
- Монтана – 2005/ес. - Западна Б група, 5/1
- Бдин – 2006/пр. - В група, 14/2
- Ботев (Димово) – 2010/ес. - В група, 2/2